# Paul Haegele
Paul Haegele (* 1894 in Eglosheim; † 1977) war ein deutscher Komponist und Kommunalpolitiker.

## Werdegang
Haegele war Bürgermeister in Oppelsbohm sowie Organist und Chorleiter der Oppelsbohmer Kirchengemeinde. Als Komponist schuf er Klavierstücke, Orgelchoräle, Lieder und Kantaten für Chor, Streicher und Orgel.

## Ehrungen
- 1976: Verdienstkreuz am Bande des Verdienstordens der Bundesrepublik Deutschland